# 北浜法律事務所
北浜法律事務所（きたはまほうりつじむしょ、Kitahama Partners）は、日本の法律事務所。後述のように複数の事務所から構成されるグループ全体の呼称として用いられている。

## 概要
法的には、「北浜法律事務所・外国法共同事業」という名称の法律事務所及び外国法事務弁護士事務所から構成される任意組合（推定）と「弁護士法人北浜法律事務所」という名称の弁護士法人から構成されるグループである。なお、弁護士法人北浜法律事務所の主たる法律事務所（大阪事務所）もまた「北浜法律事務所・外国法共同事業」と称する。いずれの意味の「北浜法律事務所・外国法共同事業」も大阪の北浜にある共通の事務所に所在し、さらに弁護士法人北浜法律事務所は東京事務所及び福岡事務所も有する。
企業法務を中心とする総合法律事務所である。
弁護士数を合計すると、日本で12番目、大阪を中心とする事務所では2番目の規模である。弁護士法人大江橋法律事務所及び弁護士法人淀屋橋・山上合同とともに、かつては「新御三家」と呼ばれた。

## 沿革
- 1973年4月 - 佐伯照道、八代紀彦及び西垣立也により、八代・佐伯・西垣法律事務所（Yashiro, Saeki & Nishigaki Law Firm）設立。
- 1980年4月 - 梅新法律事務所に改称。
- 1983年11月 - 大阪市中央区北浜に移転し、北浜共同法律事務所に改称。
- 1986年4月 - 北浜法律事務所（Kitahama Law Office）に改称。
- 2002年11月1日 - 弁護士法人北浜パートナーズ（Kitahama Partners L.P.C.）を設立（北浜法律事務所とは提携関係）し、東京都中央区八重洲に東京事務所開設。
- 2004年4月18日 - 弁護士法人北浜パートナーズ東京事務所、東京都千代田区丸の内三菱ビルヂングに移転。
- 2004年12月27日 - 大阪事務所（北浜法律事務所及び弁護士法人北浜パートナーズ）、大阪証券取引所ビルに移転。
- 2006年4月 - 弁護士法人北浜パートナーズ、福岡市博多区に福岡事務所開設。
- 2006年6月1日 - 外国法事務弁護士のジェリー・M・メステッキー（Jiri M. Mestecky）（イリノイ州弁護士）のパートナー昇任による同氏との間に外国法共同事業の開始、及び日本弁護士連合会の「事務所名称規程」の施行に伴い、弁護士法人北浜パートナーズは弁護士法人北浜法律事務所（Kitahama Law Office L.P.C.）に、北浜法律事務所及び弁護士法人北浜パートナーズ大阪事務所はいずれも北浜法律事務所・外国法共同事業（Kitahama Law Office）に、同東京事務所及び同福岡事務所は、それぞれ、弁護士法人北浜法律事務所東京事務所及び弁護士法人北浜法律事務所福岡事務所に改称。
- 2007年4月16日 - 弁護士法人北浜法律事務所東京事務所、東京都千代田区丸の内サピアタワーに移転。

## 所在地
大阪事務所
北浜法律事務所・外国法共同事業。弁護士法人北浜法律事務所の主たる法律事務所。大阪市中央区北浜一丁目8番16号 大阪証券取引所ビル。
東京事務所
弁護士法人北浜法律事務所東京事務所。東京都千代田区丸の内一丁目7番12号サピアタワー14階。
福岡事務所
弁護士法人北浜法律事務所福岡事務所。福岡市博多区住吉1丁目2番25号キャナルシティ・ビジネスセンタービル4階。